# Liancourt (Haiti)
Liancourt (Haitianisch-Kreolisch: Lyankou) ist eine Gemeinde im Département Artibonite von Haiti.

## Geschichte
Liancourt war historisch ein Teil der Gemeinde Verrettes.
Der Ort erhielt am 22. Juli 2015 den Status einer eigenständigen Gemeinde.
Im Rahmen der Krise in Haiti seit 2018 verhängte die Regierung am 19. Juli 2024 für einen Monat den Ausnahmezuständ (état d’urgence) über einen Teil der Gemeinde. Am 22. Juli 2025 wurden drei Angehörige der Police Nationale d’Haïti in Liancourt von der kriminellen Bande Gran grif getötet.

## Lage und Beschreibung
Liancourt liegt zwischen Petite Rivière de l’Artibonite im Norden, Saint-Marc im Südwesten und Verrettes im Südosten.
Die Route Départementale RD-11 führt durch die Gemeinde und verbindet sie mit Saint-Marc und Mirebalais.
Die Gemeinde war wie viele andere in Haiti von Gewalttätigkeiten krimineller Banden betroffen. Am 14. Juli 2023 forderten Plünderungen mindestens fünf Todesopfer und zahlreiche Verletzte. Am 23. Juli 2023 brannten in den frühen Morgenstunden bewaffnete und uniformierte Kriminelle mehrere Häuser, darunter das Studio des unabhängigen Radiosenders Radio Antarctique, nieder. Bei dem dreistündigen Angriff wurden mindestens vier Einwohner getötet, mindestens 10 verletzt und mindestens 10 entführt.
Die Düsseldorfer Peter-Hesse-Stiftung unterhielt in Liancourt ein Montessori-Trainingszentrum.